# An Kum-Ae
An Kum-Ae (en coreano: 안금애; Pionyang, 3 de junio de 1980) es una deportista norcoreana que compitió en judo.
Participó en dos Juegos Olímpicos de Verano en los años 2008 y 2012, obteniendo dos medallas: plata en Pekín 2008 y oro en Londres 2012. En los Juegos Asiáticos consiguió dos medallas en los años 2006 y 2010.
Ganó dos medallas en el Campeonato Mundial de Judo en los años 2005 y 2007, y dos medallas en el Campeonato Asiático de Judo en los años 2004 y 2005.
En 2006 recibió el título de Deportista del Pueblo y en 2012 el de Heroína del Trabajo de la RPDC, la mayor distinción del país.

## Palmarés internacional
| Juegos Olímpicos    | Juegos Olímpicos        | Juegos Olímpicos  | Juegos Olímpicos |
| Año                 | Lugar                   | Medalla           | Categoría        |
| ------------------- | ----------------------- | ----------------- | ---------------- |
| 2008                | Pekín (China)           | Medalla de plata  | –52 kg           |
| 2012                | Londres (Reino Unido)   | Medalla de oro    | –52 kg           |
| Campeonato Mundial  |                         |                   |                  |
| Año                 | Lugar                   | Medalla           | Categoría        |
| 2005                | El Cairo (Egipto)       | Medalla de bronce | –52 kg           |
| 2007                | Río de Janeiro (Brasil) | Medalla de bronce | –52 kg           |
| Juegos Asiáticos    |                         |                   |                  |
| Año                 | Lugar                   | Medalla           | Categoría        |
| 2006                | Doha (Catar)            | Medalla de oro    | –52 kg           |
| 2010                | Cantón (China)          | Medalla de bronce | –52 kg           |
| Campeonato Asiático |                         |                   |                  |
| Año                 | Lugar                   | Medalla           | Categoría        |
| 2004                | Almatý (Kazajistán)     | Medalla de bronce | –52 kg           |
| 2005                | Taskent (Uzbekistán)    | Medalla de oro    | –52 kg           |